# Hans Martin Balz
Hans Martin Balz (* 1940 in Darmstadt) ist ein deutscher Musikwissenschaftler, Glocken- und Orgelsachverständiger der Evangelischen Kirche in Hessen und Nassau, Organist und Autor.

## Leben
Hans Martin Balz studierte evangelische Kirchenmusik an der Hochschule für Musik und Tanz in Köln (Orgel bei Hans Klotz) und an der Folkwang-Hochschule Essen (Orgel bei Siegfried Reda bis zum Konzertexamen). Mit einer Arbeit über die Geschichte des Orgelbaus in der ehemaligen hessischen Provinz Starkenburg wurde er in Frankfurt promoviert.
Hans Martin Balz gilt als Spezialist für moderne und historische Orgeltypen und Orgelbauer im Gebiet von Hessen-Nassau und Südhessen. Er war bis 2005 Vorsitzender des Vereins zur Erforschung und Erhaltung schlesischer Orgeln e. V. Von 1999 bis Ende 2024 war er Schriftleiter der Zeitschrift Ars Organi, für die er zahlreiche Artikel verfasst hat. Zum 1. Januar 2025 hat Dominik Susteck die Schriftleitung von Ars Organi übernommen.
Er hat verschiedene Publikationen über die Orgelbauer und einzelne Orgeln in Hessen veröffentlicht, die dazu beitragen, die Orgellandschaft Hessen zu erschließen.

## Veröffentlichungen (Auswahl)
- Göttliche Musik. Orgeln in Deutschland. Konrad Theiss, Stuttgart 2008, ISBN 3-8062-2062-X (230. Veröffentlichung der Gesellschaft der Orgelfreunde).
- Orgeln und Orgelbauer im Gebiet der ehemaligen hessischen Provinz Starkenburg. Ein Beitrag zur Geschichte des Orgelbaues. Bärenreiter-Antiquariat, Kassel 1969 (Studien zur hessischen Musikgeschichte 3).
- Orgelbau und Orgelmusik in Südhessen. Zur Tagung 1979 der GdO in Frankfurt. In: Ars Organi. Band 27, Nr. 59, 1979, S. 511–524.
- Orgelstadt Bad Homburg vor der Höhe. Kur- und Kongreß GmbH, Bad Homburg vor der Höhe 1994.
- mit Reinhardt Menger: Alte Orgeln in Hessen und Nassau. 2. Auflage. Merseburger, Kassel 1997, ISBN 3-87537-169-0 (Veröffentlichung der Gesellschaft der Orgelfreunde 72).
- Die Schöler-Orgel im ehemaligen Kloster Altenberg bei Wetzlar. In: Ars Organi. Jg. 49, 2001, S. 235–239.
- Glocken als kirchliches Gerät. In: Küsterbund der Evangelischen Kirche in Hessen und Nassau. Fach- und Mitteilungsblatt. Nr. 72, Juli 1985.
- Läuteordnungen und ihre Bedeutung. In: Kirchenmusikalische Nachrichten, Jahrgang 43, Nr. 3, Juli/Sept. 1992, ISSN 0939-4761 (PDF 470 KB)